# Boucles de l'Aulne 2004
La Boucles de l'Aulne 2004, sessantaseiesima edizione della corsa e valida come evento dell'UCI categoria 1.3, si svolse il 30 agosto 2004 su un percorso totale di 179,4 km.. 
Fu vinta dal francese Frédéric Finot che giunse al traguardo con il tempo di 4h19'47", alla media di 41,435 km/h.
Partenza con 106 ciclisti, dei quali 29 portarono a termine il percorso.

## Ordine d'arrivo (Top 10)
| Pos. | Corridore           | Squadra       | Tempo    |
| ---- | ------------------- | ------------- | -------- |
| 1    | Frédéric Finot      | RAGT          | 4h19'47" |
| 2    | Alexandre Naulleau  | La Boulangère | a 27"    |
| 3    | Sergej Kruševskij   | Oktos         | s.t.     |
| 4    | Jonas Ljungblad     | Amore & Vita  | a 51"    |
| 5    | Maksim Iglinskij    | Capec         | s.t.     |
| 6    | Angel Castresana    | Mr Bookmaker  | s.t.     |
| 7    | David García Dapena | LA-Pecol      | s.t.     |
| 8    | Ludovic Auger       | Auber 93      | a 53"    |
| 9    | Arnaud Coyot        | Cofidis       | a 3'02"  |
| 10   | Christophe Oriol    | AG2R Prév.    | a 3'04"  |